# Apaegocera joiceyi
Apaegocera joiceyi är en fjärilsart som beskrevs av Gustaaf Hulstaert 1923. Apaegocera joiceyi ingår i släktet Apaegocera och familjen nattflyn. Inga underarter finns listade i Catalogue of Life.